# Kang Ji-won
Kang Ji-won (강지원), né le 17 mars 1949, est un candidat indépendant à l'élection présidentielle de 2012 en Corée du Sud. Avocat, il a été président de la commission pour la protection des adolescents et chef du centre sud-coréen pour la pratique du manifeste.
Centriste, il est favorable à une politique permettant à tous les Coréens de s'enrichir et souhaite donc accorder plus de liberté aux grandes entreprises et plus de soutien aux PME, mettre l'accent sur les techniques de pointe, déréglementer pour faciliter l'implantation d'usine près de la capitale et inciter les gens à repeupler les zones rurales. Il se prononce pour la suppression du chômage des jeunes et leur participation à un stage en entreprise avant leur admission à l'université. D'autre part, il souhaite faire avancer l'égalité des sexes en nommant des femmes pour la moitié des postes de ministre et déplacer le siège de l'ONU sur la DMZ.

## Source
- Election présidentielle 2012 : candidats, KBS.